# Alberto Macias
Pour les articles homonymes, voir Macias.
Alberto V. Macias, né le 23 avril 1937, et décédé le 16 décembre 2009 à Texas est un luthier texan célèbre pour la qualité des bajo sexto qu'il construisait de manière artisanale. La famille Macias est une dynastie de luthier artisanaux dont Alberto Macias, par la durée de son activité et la renommée de ses instruments, constitue le personnage central.

## Martin Macias
Martin Macias, né en 1897, et son épouse Angelina Macias, née en 1902,  ont  quitté le Mexique afin qu'il puisse s'embaucher dans les chantiers des chemins de fer, en 1916. Ils s'installent à San Antonio, au Texas, où ils élèvent deux filles Delfino Macias (née en 1926 à San Antonio) et Angelina Macias (née en 1926 à San Antonio), et fils Martin Macias Jr (né en 1933 à San Antonio), Louis Macias (né en 1934 à San Antonio), Juan Macias (né en 1936 à San Antonio), Alberto Macias (né en 1938 à San Antonio), Marcus Macias (né en 1939 à San Antonio) et Miguel Macias  (né en 1940 à San Antonio). ».
Martin Macias crée sa propre entreprise de lutherie en 1925.

## Alberto Macias
Alberto Macias est le fils de Martin Macias et de son épouse Aquilina Macias. Il nait à San Antonio où son père tient son atelier de luthier. Il épouse Idiana G. Macias avec laquelle il conçoit et éduque un fils, George "Jorge" Macias et cinq filles Diana épouse Hernandez, Maggie épouse Delgado, Rosie épouse Rodriguez, Martha Macias, et Esther Macias.
Pendant la Seconde Guerre mondiale, cependant, les fournitures telles que le fil de laiton se sont raréfiés et la famille doit déménager à la campagne pour assurer sa subsistance. Tous ses membres se sont employés dans les activités d'ordinaire réservées aux migrants travailleurs agricoles. Alberto Macias se souvient avoir été expulsé d'une usine de mise en conserve de tomates dans le Midwest à l'âge de 11 ans parce qu'il était trop jeune pour travailler. 
La famille revient à San Antonio en 1949. 
Alberto Macias a travaillé chez « Nationwide Paper Co. » est n'est devenu luthier à plein temps qu'après la mort de son père en 1983 à l'âge de 85 ans.

## Anecdotes
- Flaco Jiménez et son bajosextiste, Max Baca ont été invités par The Rolling Stones, à enregistrer avec eux la chanson « Sweethearts Together » sur leur album Voodoo Lounge. Le bajo sexto que Max Baca utilise sur l'album, avait été fabriqué par Martin Macias, et plaisait beaucoup à Keith Richard, qui lui avait proposé de lui l'acheter quel qu'en soit le prix, Max Baca a refusé parce qu'il s'agissait d'un cadeau que son père lui avait fait[3].